# سقز (فراورده گیاهی)

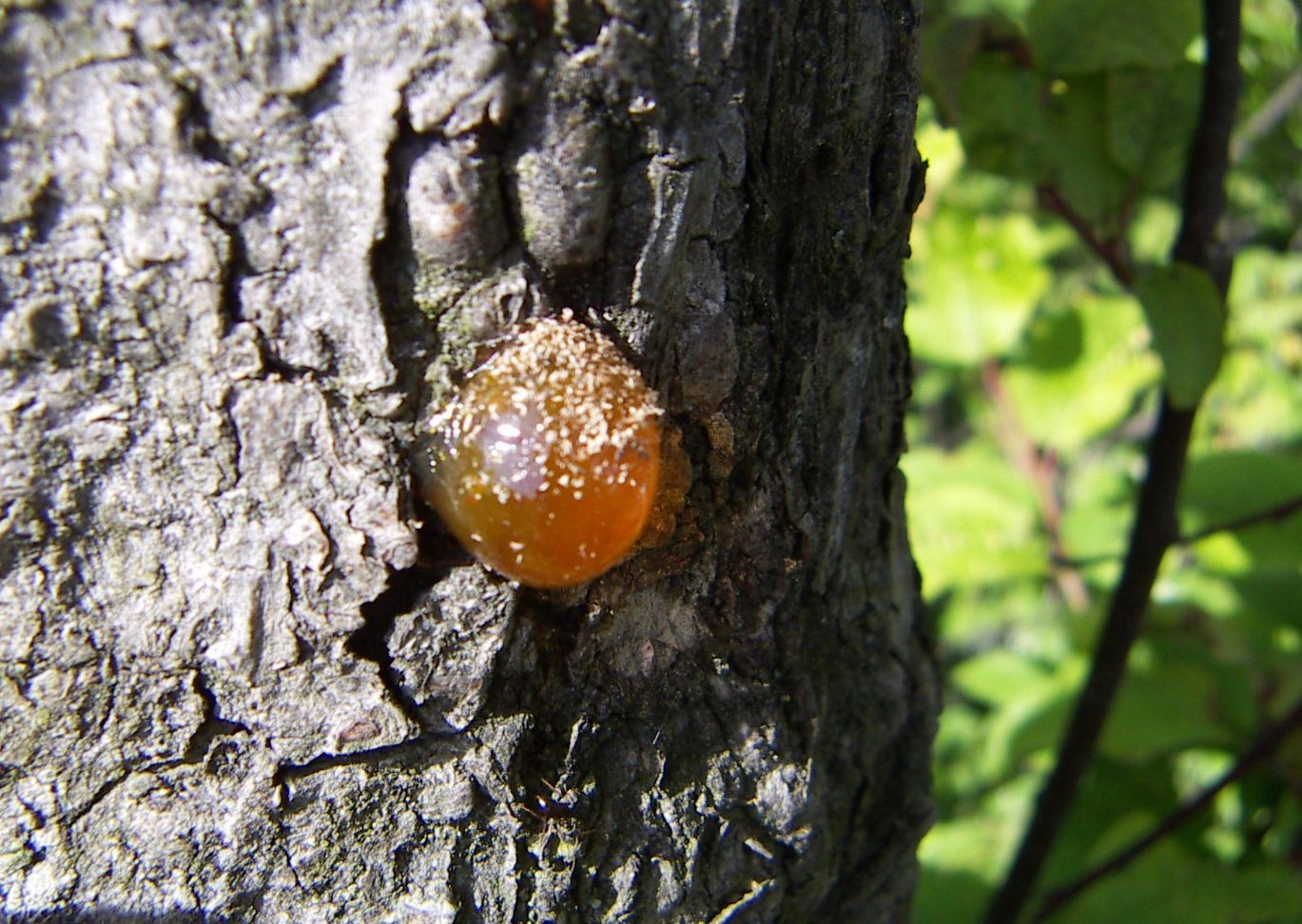
سقز (به ترکی: آدامس و گیاهی که از تنهٔ درخت گرفته می‌شود که امروزه برای نام بردن آدامس‌های صنعتی هم استفاده می‌شود.)

سقز ، صمغ (شیرهٔ غلیظ) درخت بنه یا همان درخت پسته وحشی است. سقز، ماده‌ای مانند آدامس است و غلظت آن تا حدی است که می‌توان از آن به‌عنوان یک آدامس مفید و طبیعی استفاده کرد. سقز یا شیرهٔ درخت بنه در صنعت آدامس‌سازی استفاده می‌شود و موجب کش آمدن آدامس می‌شود. شیرهٔ درخت بنه در هنگام ترشح به رنگ سبز روشن بوده و در کمک به هضم غذا و آوردن اشتها بسیار مفید است. ابوعلی سینا برای جویدن سقز خواص درمانی برشمرده است و آن را مفید خوانده است.

## مناطق رشد و نحوهٔاستخراج
درخت بنه در مناطق غربی ایران رشد می‌کند و درختی از مناطق سردسیری است. معمولاً در فصل پاییز و با ریختن برگ درخت بنه، شکاف کوچکی روی تنهٔ درخت ایجاد می‌کنند و از آن شکاف، شیرهٔ سقز ترشح می‌شود که در ابتدا به رنگ سبز متمایل به سفید بوده و پس از گذشت مدتی به رنگ زرد تغییر رنگ می‌دهد. از شیرهٔ درخت بنه در طب سنتی و مدرن و صنعت آدامس‌سازی استفادهٔ فراوان می‌شود. همچنین دود این گیاه خاصیت رفع عفونت‌های ریوی را داراست.

## خواص درمانی
معمولاً از سقز برای رفع سو هاضمه و بیماری‌های گوارشی استفاده می‌شود.
سقز ماده‌ای اشتهاآور است و اکثر مواقع پزشکان طب سنتی برای رفع کم‌اشتهایی سقز تجویز می‌کنند. همچنین مصرف سقز می‌تواند برای کبد و طحال نیز مفید باشد و جویدن سقز به عملکرد بهتر و سریع‌تر کبد کمک می‌کند. مخلوط کردن سقز با پیه آب شده برای نرمی ناخن‌های خشک و شکننده مفید است و خواص آنتی‌بیوتیکی سقز می‌تواند برای درمان زخم معده کاربرد داشته باشد. همچنین اهالی محلی سقز را به صورت ناشتا مصرف می‌کنند زیرا معتقدند موجب دفع سنگ کلیه و درمان بیماری‌های کلیوی می‌شود و مخلوط آن با روغن زیتون التیام بخش سوزش و خارش بدن است. از دیدگاه پزشکان طب سنتی مصرف سقز و مالیدن آن روی زخم موجب کاهش درد و بهبودی سریع تر آن می‌گردد و جویدن سقز باعث کاهش و رفع بوی بد دهان و سنگینی معده می‌شود.